# Transil
Transil (Transient Voltage Suppressor, TVS) – wyspecjalizowana dioda zabezpieczająca, chroniąca czułe elementy elektroniczne przed skutkami przepięć, stosowana często do tłumienia przepięć i impulsów o wysokim napięciu. Działa podobnie jak warystor, lecz jest od niego dużo szybsza. Po przekroczeniu napięcia progowego zaczyna gwałtownie przewodzić. Podstawową zaletą transila jest bardzo krótki czas reakcji - rzędu 1 pikosekundy. Popularna seria 1.5KE pozwala na wytracenie 1500 W mocy szczytowej przez krótki czas. Transil może być zarówno jedno-, jak i dwukierunkowy.
Transil jest jednym z kilku zabezpieczeń półprzewodnikowych. Półprzewodnikowe zabezpieczenia przeciwprzepięciowe to głównie diody krzemowe, szybkie diody krzemowe, diody Zenera oraz transile. Typowym szeroko spotykanym zabezpieczeniem w postaci diody krzemowej jest równoległe połączenie diody z uzwojeniem przekaźnika. Dioda włączona w ten sposób tłumi przepięcia powstające podczas przełączeń przekaźnika i mogących uszkodzić tranzystor sterujący. Równie dobrze można zastosować w tym celu diodę Zenera o odpowiednim napięciu pracy. Diody muszą być podłączone tak, aby nie przewodziły podczas załączenia przekaźnika.
Ciągła moc tracona przez transil jest niewielka (kilka watów) jednak w ciągu krótkiego czasu (np. 10 μs – 1 ms) transil może pochłonąć setki watów lub kilka kilowatów mocy. Przy napięciu poniżej napięcia przewodzenia przez transil płyną pojedyncze μA. Podobnie jak diody Zenera po przekroczeniu określonego napięcia (od pojedynczych woltów do setek woltów) zaczynają gwałtownie przewodzić duży prąd.
Czas reakcji rzędu pikosekund pozwala na ich zastosowanie w celu ochrony przeciw wyładowaniom elektrostatycznym.
Transile posiadają niższą pojemność niż warystory (setki pikofaradów), jednak wyższą niż ochronniki gazowe. Ogranicza to ich zastosowanie w obwodach dużej częstotliwości.